# Ashton Gate Stadium
Das Ashton Gate Stadium ist ein Fußballstadion in der südwestenglischen Stadt Bristol. Es bietet seit dem Abschluss der Umbauarbeiten im Sommer 2016 insgesamt 27.699 Zuschauern Platz. Es ist im Besitz des Fußballvereins Bristol City, der es für seine Heimspiele nutzt. Seit 2014 ist auch der Rugby-Union-Verein Bristol Bears im Ashton Gate beheimatet.

## Geschichte

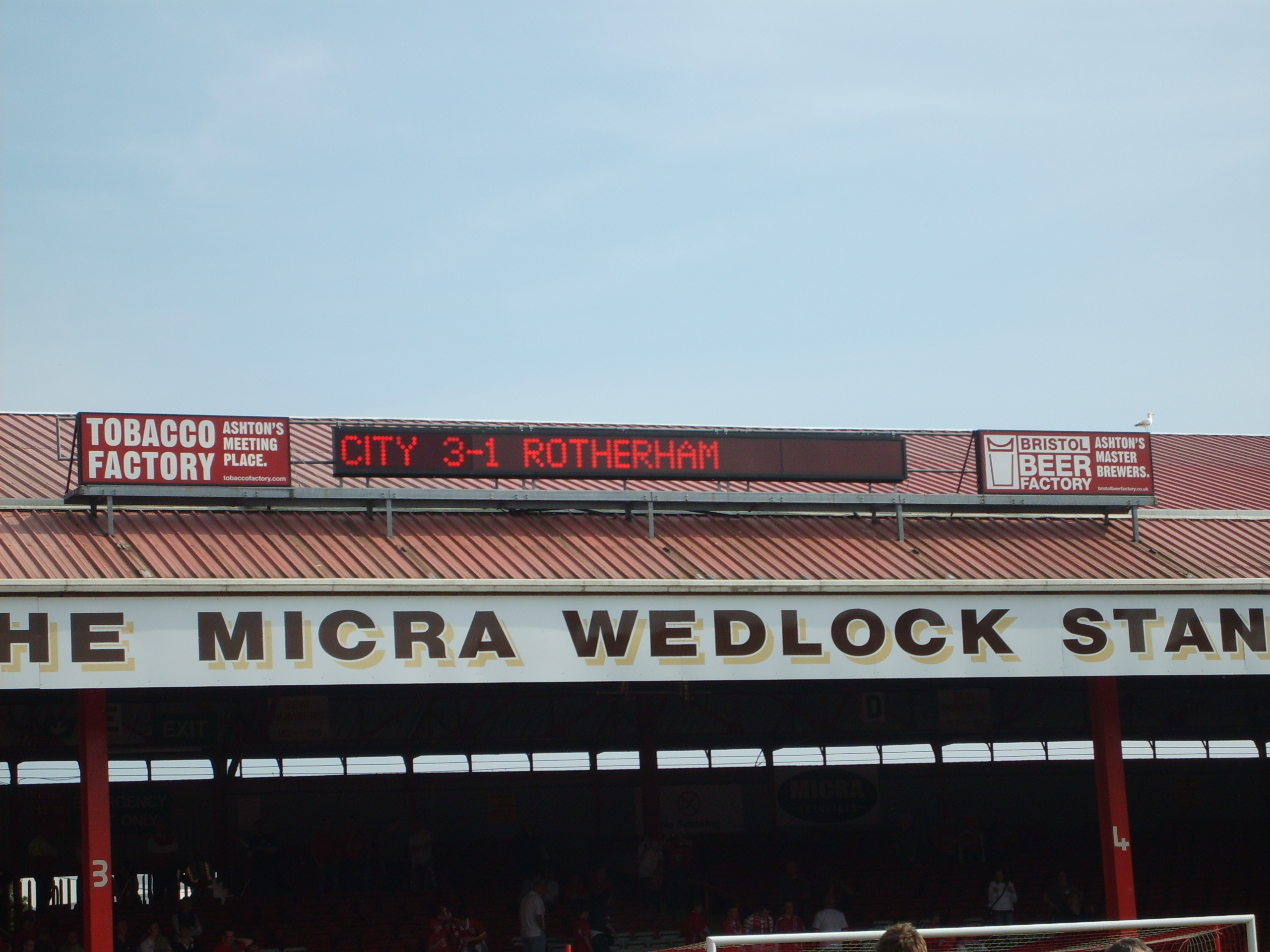
Ansicht des Wedlock "East End" Stand mit der Anzeigetafel. Im Sommer 2014 wurde der Rang abgerissen.

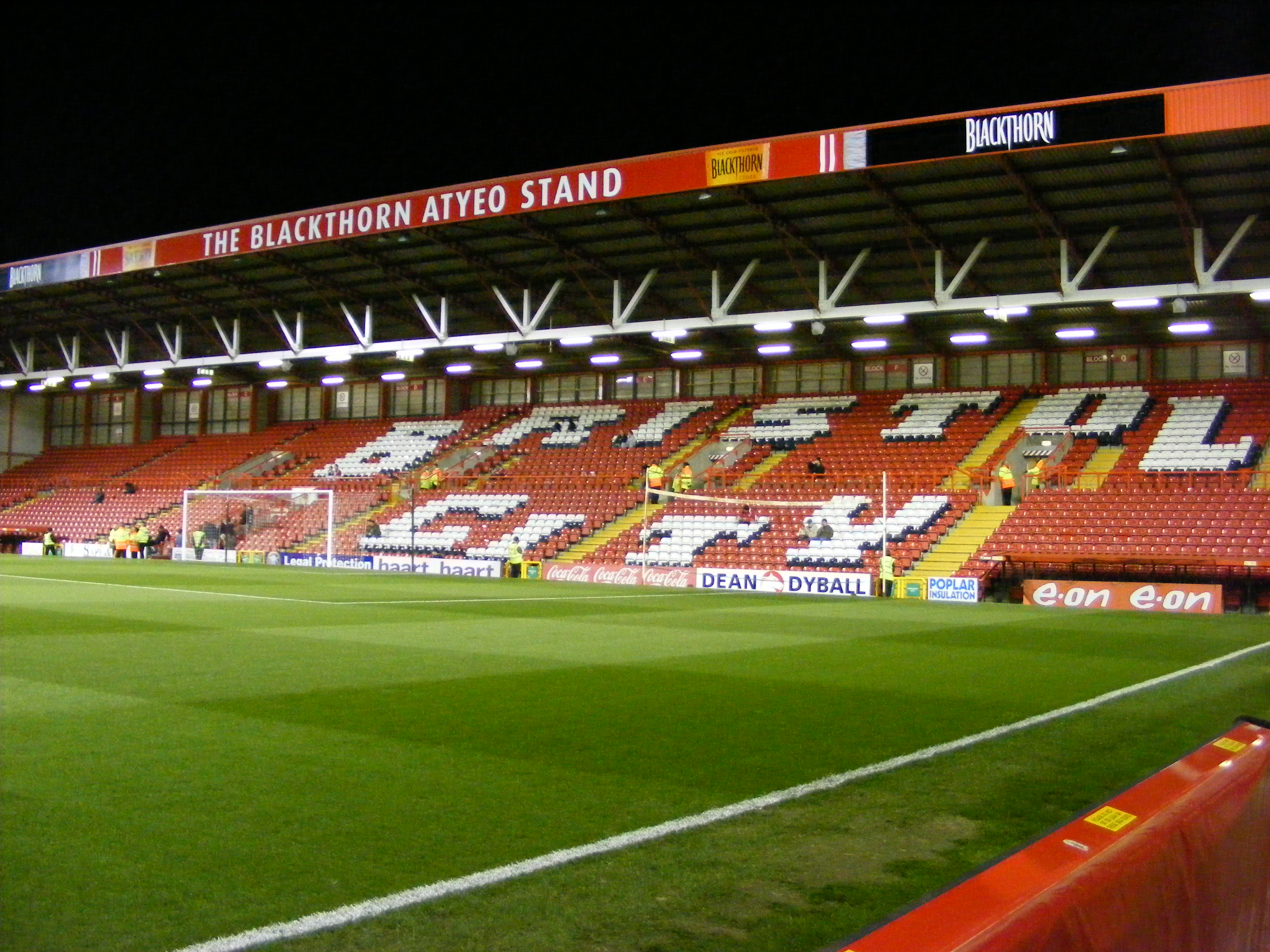
Atyeo Stand des Ashton Gate Stadium (2010)

Das Ashton Gate Stadium wurde im Jahre 1904 gebaut. Bereits zuvor war die Ashton Gate, eine Straße in Bristol, die Heimat des FC Bedminster, einem Verein, der um das Jahr 1900 mit Bristol City fusionierte. Nach der Fusion plante die Führung von Bristol City den Bau eines Stadions in Bristol, denn der zuvor vorhandene Sportplatz war nicht groß genug für eine hohe Spielklasse. Der Bau des Stadions wurde 1904 abgeschlossen. Schon vier Jahre nach Ende der Bauarbeiten fand im Ashton Gate Stadium das erste Turnier statt, wenn auch nicht im Fußball, sondern im Rugby. Beim Home Nations Championship 1908, bei dem das Spiel zwischen England und Wales (18:28) in Bristol ausgetragen wurde, sicherte sich die walisische Rugbyauswahl die Trophäe bei diesem Rugby-Union-Turnier. Mehr als neunzig Jahre später, 1999, fand nochmals ein großes Rugbyereignis im Ashton Gate Stadium statt. Bei den Rugby-Weltmeisterschaften sicherte sich Australien den Titel, wobei ein Spiel in Bristol stattfand.
Das Stadion dient seit 1904 dem Fußballverein Bristol City als Austragungsort für Heimspiele. Bristol wurde bisher einmal englischer Vizemeister und kam ebenfalls einmal ins Finale des FA Cup, wo man sich jedoch Manchester United geschlagen geben musste. Der einzige nennenswerte Erfolg war der Gewinn des Welsh Cup 1934. Aktuell spielt Bristol City in der zweiten englischen Liga, der EFL Championship.
Das Ashton Gate Stadium wurde auch schon oft von bekannten Künstlern und Bands für Konzerte genutzt. Die Rockgruppe Bon Jovi stellte bei einem Konzert im Juni 2008 einen Zuschauerrekord auf, als 23.000 Zuschauer ins Stadion strömten. Des Weiteren spielten hier schon die Rolling Stones, Sir Elton John, Neil Diamond, Bryan Adams, The Who, Ronan Keating, Rod Stewart und Meat Loaf.
Am 6. August 2016 trat Bristol City zur ersten Partie im umgebauten Ashton Gate an. Gegen Wigan Athletic (2:1) kamen 17.635 Besucher in das Stadion. Die neue Haupttribüne mit einer Photovoltaikanlage (260 Solarmodule) auf dem Dach erhielt den Namen The Lansdown Stand.

## Tribünen
- The Lansdown Stand – West, Haupttribüne, 10.832 Sitzplätze[5]
- The Dolman Stand – Ost, Gegentribüne, 6.484 Sitzplätze
- The South Stand – Süd, Hintertortribüne, 6.143 Sitzplätze
- The Atyeo Stand – Nord, Hintertortribüne, 4.240 Sitzplätze

## Bristol City Stadium
Bristol City plante, in naher Zukunft in die Premier League aufzusteigen. Dafür wollte der Verein ein neues Stadion bauen, das den Namen Bristol City Stadium tragen sollte. Zunächst sahen die Planungen so aus, dass man das Ashton Gate Stadium nur erweitern wollte, doch mit der Zeit änderte der Vorstand seine Meinung und stellte den Bauantrag für ein neues Stadion. Nachdem der Antrag bewilligt wurde, begann der Plan der neuen Arena im Jahr 2008. Das Bristol City Stadium sollte 2012 fertiggestellt werden und Platz für 30.000 Zuschauer bieten, wobei ursprünglich 42.000 Plätze angedacht waren. Dieser Gedanke wurde jedoch durch die abnehmenden Zuschauerzahlen im englischen Fußball verworfen. Auch sollte das Bristol City Stadium, dessen Baukosten sich auf 29 Mio. £ beliefen hätten, als Austragungsort für die Fußball-Weltmeisterschaft 2018 dienen. In diesem Fall hätte man die Kapazität doch auf 42.000 Plätze erhöht. Der Verein nahm aufgrund rechtlicher Schwierigkeiten Abstand von den Neubauplänen und konzentrierte sich auf den Umbau des Ashton Gate Stadium.